# Can Boquet (Alella)
Can Boquet és una masia amb elements gòtics d'Alella (Maresme) protegida com a Bé Cultural d'Interès Local.

## Descripció
Edifici civil. Masia coberta amb una teulada de dues vessants i amb el carener perpendicular a la façana. Format per una planta baixa i un pis. Destaca fonamentalment per la seva portalada d'arc de mig punt adovellat i pels finestrals de la façana, lobulats o trevolats. El finestral central situat al damunt de la portalada és geminat o doble. La part inferior de l'edifici ha quedat malmesa per l'obertura de dos noves finestres a mà dreta, que han trencat l'eix de simetria. Existeix un annex situat lateralment a la banda esquerra de l'edifici i col·locat de manera perpendicular i que avui dia és utilitzat com a habitatge.

## Història
Fins a mitjans del segle xviii, es va conèixer aquest mas amb el nom de "Mas Fontanills". En aquest moment, l'esposa de Francesc Fontanills queda vídua i es casa novament amb Josep Boquet.